# Felsmalereien von Tumlehed

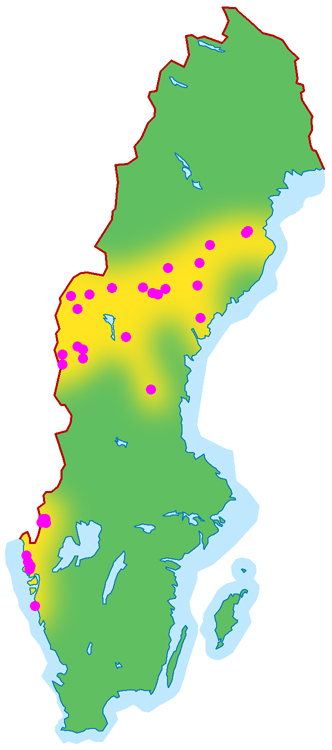
Felsmalereien in Schweden

Die Felsmalereien von Tumlehed liegen am Hällmålningsvägen in Tumlehed, westlich von Göteborg in Västra Götalands län in Schweden. 
Tumlehed ist einer von 52 Plätzen mit Felsmalereien in Schweden, von denen allerdings nur elf soweit südlich liegen (z. B. Allestorp, Medbo). Felsmalereien erinnern an Höhlenmalereien. Die meisten Felsbilder in Skandinavien sind Felsritzungen der Bronzezeit, die sich meist auf Felsoberflächen befinden, während Felszeichnungen (Felsbilder von Ruändan) oft an steilen, überhängenden Felswänden platziert sind.
Die Bilder von Tumlehed sind mit rotem Eisenocker gemalt und zeigen Boote, Fische, einen Hirsch, geometrische Muster, eine nicht identifizierte Figur und zu unterst vermutlich Wellen. Die Motivauswahl legt nahe, dass es sich um Bilder mesotithischer Jäger und Sammler oder Fischer handelt. Als die Zeichnungen erzeugt wurden, bildete das Tal eine Meeresbucht.

Felsmalereien von Tumlehed
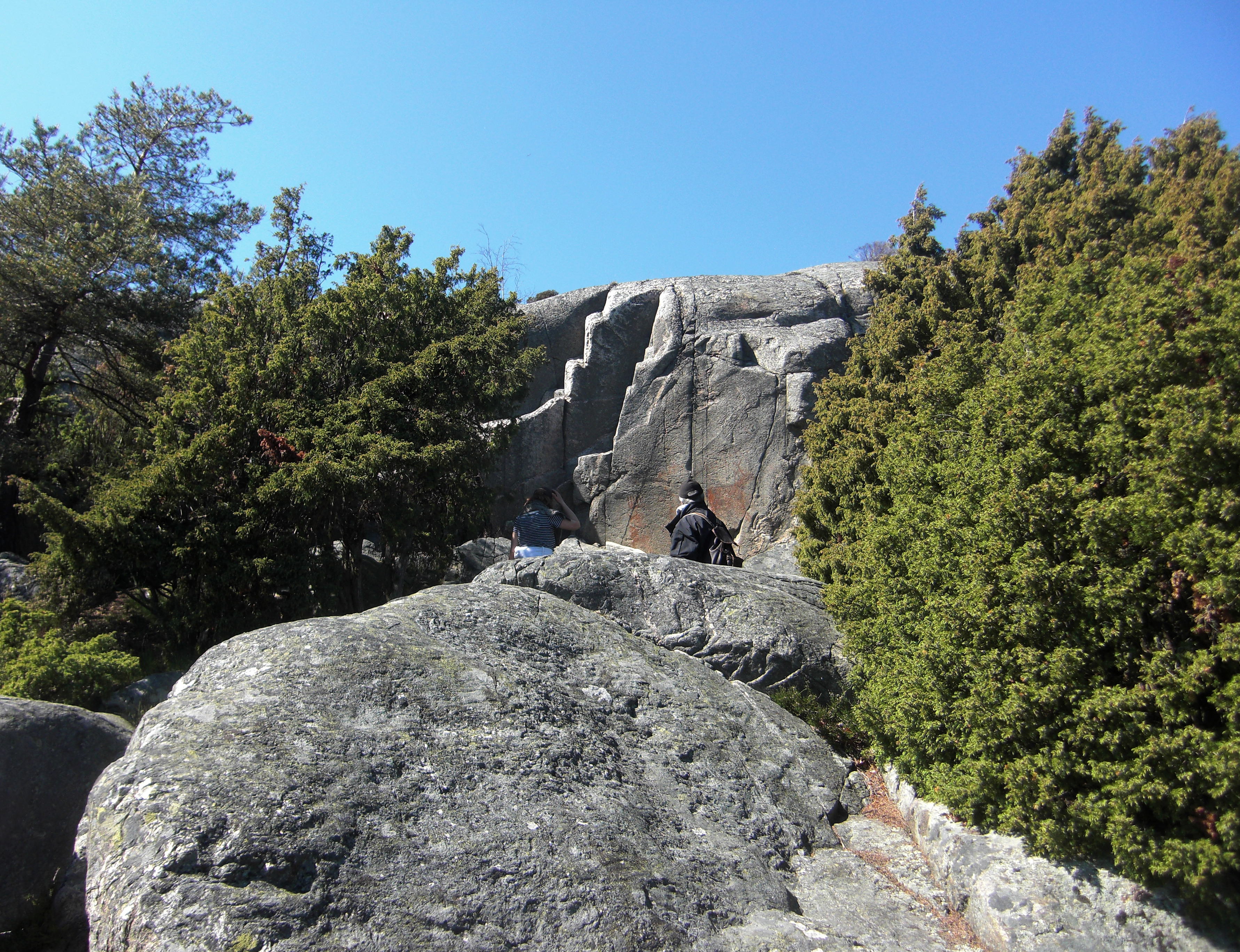
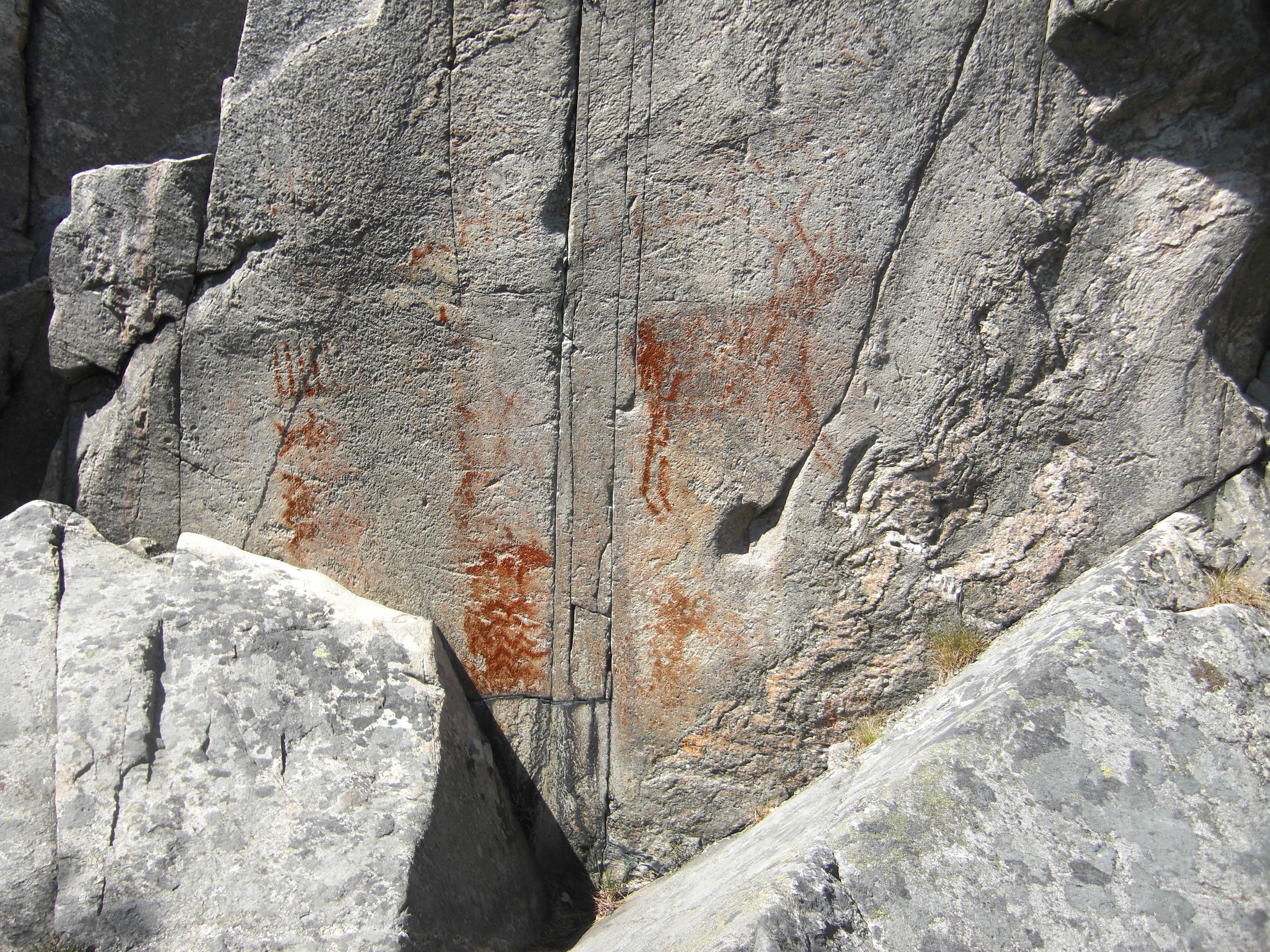
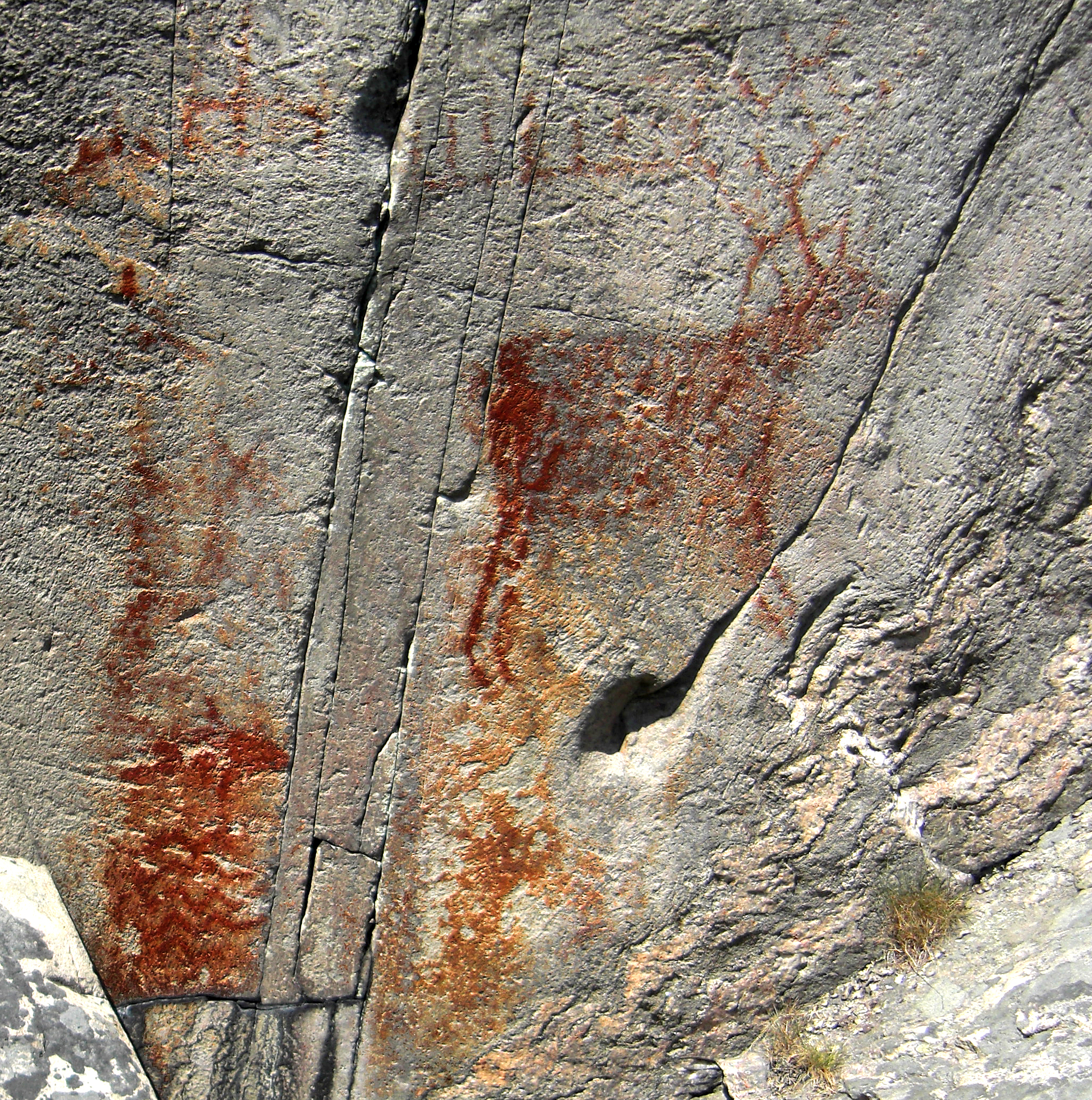